# باترسام (آرکانزاس)
باترسام (به انگلیسی: Bothersome) یک منطقهٔ مسکونی در ایالات متحده آمریکا است که در شهرستان استون، آرکانزاس واقع شده‌است. باترسام ۳۸۱٫۰ متر بالاتر از سطح دریا واقع شده‌است.